# Андрё, Поль

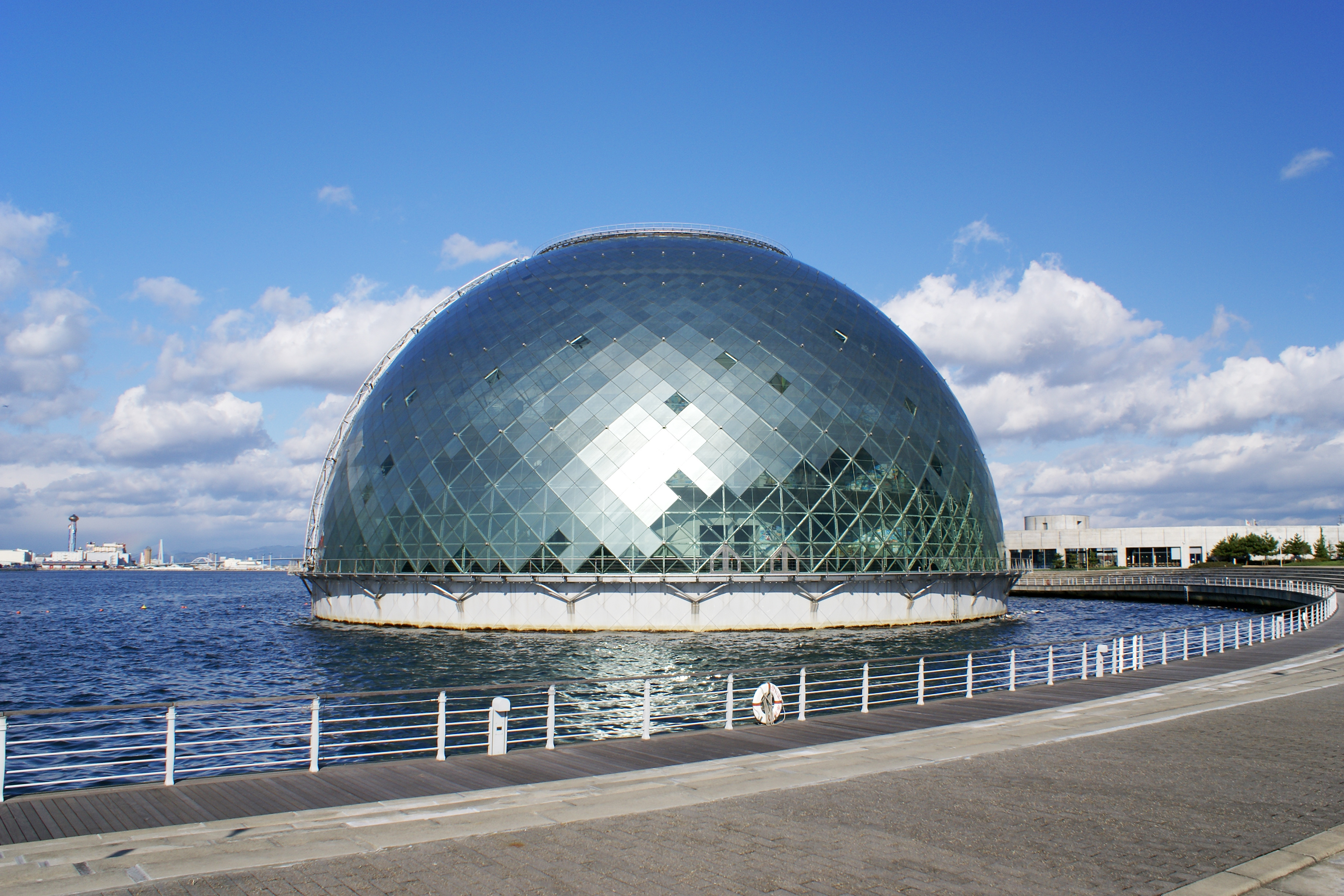
Морской музей в Осаке, Япония

Поль Андрё (фр. Paul Andreu, 10 июля 1938 — 11 октября 2018) — современный французский архитектор, который спроектировал международные аэропорты Парижа (им. Шарля де Голля, Орли), Шанхая (Пудун), Манилы, Джакарты, Брунея, Абу-Даби, Дубая, Каира и других городов. Руководил достройкой Большой арки Дефанс в Париже. В XXI веке разработал и осуществил масштабный проект Национального центра исполнительских искусств в историческом центре Пекина.